# Rosemont (métro de Chicago)
Pour les articles homonymes, voir Rosemont.
Rosemont (connue sous le nom de River Road jusqu'en 1990) est une station de la ligne bleue du métro de Chicago. Située sur le territoire de la ville de Rosemont, elle se trouve à 25 km au nord-ouest du secteur financier du Loop (Downtown Chicago) et à proximité immédiate de la Kennedy Expressway.

## Description
Des trains partent de Rosemont toutes les 2 à 7 minutes aux heures de pointe et mettent environ 36 minutes pour rejoindre le Loop. La station se trouve à 7 pâtés de maisons à l'est et à 2 pâtés de maisons au nord de l'aéroport international O'Hare de Chicago (Chicago O'Hare International Airport).  
Avec 2 090 977 passagers en 2014, Rosemont est la station la plus fréquentée du réseau à se trouver en dehors des limites territoriales de la ville de Chicago.
Dernière station de la première extension de la O'Hare Branch, elle a ouvert ses portes le 27 février 1983 et servait de terminus de la ligne bleue (à partir de son ancien terminal à Jefferson Park) jusqu'à l'ouverture de la station O'Hare un an plus tard. Elle fut conçue par la firme de Metz, Train & Youngren, sa plate-forme contient une série de puits de lumière pour laisser entrer la lumière naturelle.
Un parking de dissuasion pour 798 véhicules y est disponible.
La station Rosemont est accessible aux personnes à mobilité réduite, 1 612 758 passagers l'ont utilisée en 2008.

## Correspondances
Avec le réseau de bus Pace,
- #221 Wolf Road
- #222 Allstate Arena Express
- #223 Elk Grove-Rosemont CTA Station
- #230 South Des Plaines
- #284 Six Flags Great America Express
- #325 25th Avenue
- #326 West Irving Park
- #332 River-York Roads
- #600 Northwest Express
- #606 Northwest Limited
- #610 River Road-Prarie Stone Express
- #616 The Chancellory Connection
- #637 Wood Dale-Rosemont CTA Station [ends February 7, 2010]
- #889 Harvey/Blue Island-Rosemont Express

## Dessertes
La station est ouverte 24h/24 et 7jours/7 et est desservie toutes les sept minutes en heure creuse dans chaque sens pour deux minutes en heure de pointe.

| Nord/Ouest            |  |             |  | Sud/Est                     |
| --------------------- |  | ----------- |  | --------------------------- |
| O'Hare (terminus)     |  | ligne bleue |  | Cumberland vers Forest Park |
| modifier sur Wikidata |  |             |  |                             |